# Campeonato de Europa de Clubes de fútbol sala femenino 2021-22
El Campeonato de Europa de Clubes de fútbol sala femenino 2021/22 es la 5.ª edición del máximo torneo de clubes de fútbol sala femenino. 
El torneo empezó el 2 de diciembre de 2021 y terminó el 5 de diciembre de 2021 con la final.

## Información de los equipos
| País     | Club                     | Ciudad          | Entrenador/a        |
| -------- | ------------------------ | --------------- | ------------------- |
| España   | Pescados Rubén Burela    | Burela          | Iván Cao            |
| Italia   | Futsal Pescara Femminile | Pescara         | Dudù Morgado        |
| Portugal | SL Benfica               | Lisboa          | Pedro Henriques     |
| Ucrania  | WFC Tesla Kharkiv        | Járkov          |                     |
| Rusia    | MFK Normanochka          | Nizhni Nóvgorod | Alexander Cherkasov |
| Croacia  | ZNK OsijekN1             | Osijek          |                     |

Nota 1: El ZNK Osijek no participa al detectarse tres positivos y no pudieron viajar para participar en la competición.

## Organización

### Sede
El torneo se disputará en la ciudad de Lugo, en el pabellón Pazo dos Deportes,  con capacidad para 6.500 espectadores.

### Sistema de competición
- En la fase de grupos la victoria se premia con 3 puntos. En caso de empate se juega una ronda de penaltis entre los equipos, primero 3 penaltis por equipo y luego al fallo del rival.

- El ganador en los penaltis obtiene 2 puntos, el perdedor de los penaltis obtiene 1 punto.

- En caso de igualdad a puntos entre dos equipos al final de la fase de grupos, pasará a la final el equipo que haya ganado el partido entre los dos empatados, ya sea en el tiempo habitual de juego o en la tanda de penaltis.

## Fase de grupos

### Grupo A
| Equipo          | Pts | PJ | PG | PE | PP | GF | GC |
| --------------- | --- | -- | -- | -- | -- | -- | -- |
| Burela          | 6   | 2  | 2  | 0  | 0  | 10 | 0  |
| MFK Normanochka | 0   | 2  | 0  | 0  | 2  | 0  | 10 |
| ZNK Osijek      | 0   | 0  | 0  | 0  | 0  | 0  | 0  |

| 3 de diciembre de 2019, 20:00 | MFK Normanochka | 0:5 (0:2) | Pescados Rubén Burela                                   | Pazo dos Deportes, Lugo |  |
|                               |                 |           | Leti Cortés 10' · Emilly 16' 40' · Dany 22' · Peque 25' |                         |  |

| 4 de diciembre de 2021, 18:30 | Pescados Rubén Burela | 5:0 (-:-) | MFK Normanochka | Pazo dos Deportes, Lugo |  |

### Grupo B
| Equipo           | Pts | PJ | PG | PE | PP | GF | GC |
| ---------------- | --- | -- | -- | -- | -- | -- | -- |
| Pescara          | 6   | 2  | 2  | 0  | 0  | 4  | 2  |
| SL Benfica       | 3   | 2  | 1  | 0  | 1  | 4  | 1  |
| WFC Tesla Járkov | 0   | 2  | 0  | 0  | 2  | 2  | 7  |

| 2 de diciembre de 2021, 17:30 | SL Benfica                                                       | 4:0 (3:0) | WFC Tesla Járkov | Pazo dos Deportes, Lugo |  |
|                               | Angélica 9' · Raquel Santos 10' · Leninha 12' · Ana Catarina 39' |           |                  |                         |  |

| 3 de diciembre de 2021, 17:30 | WFC Tesla Járkov           | 2:3 (0:1) | Pescara                           | Pazo dos Deportes, Lugo |  |
|                               | Stepanenko 28' · Ruban 38' |           | D'Incceco 14' · Boutimath 38' 40' |                         |  |

| 4 de diciembre de 2021, 16:15 | Pescara | 1:0 (-:-) | SL Benfica | Pazo dos Deportes, Lugo |  |

## Fase final

### Final
| 4           | Bandera de España | Sandra Buzón  |  |
| 3           | Bandera de Brasil | Dany Domingos |  |
| 7           | Bandera de España | Peque         |  |
| 8           | Bandera de Brasil | Cami Gadeia   |  |
| 17          | Bandera de España | Ale de Paz    |  |
| Entrenador: | Entrenador:       | Iván Cao      |  |

| 1           | Bandera de Italia | Ana Sestari  |  |
| 4           | Bandera de Italia | Coppari      |  |
| 5           | Bandera de Italia | D'Incceco    |  |
| 14          | Bandera de España | Eva Ortega   |  |
| 23          | Bandera de Italia | Boutimath    |  |
| Entrenador: | Entrenador:       | Dudù Morgado |  |

| 1  | Bandera de Brasil | Jozi             |  |
| 6  | Bandera de Brasil | Cilene           |  |
| 10 | Bandera de España | Lara Balseiro    |  |
| 13 | Bandera de España | Elenita          |  |
| 14 | Bandera de España | Bea Mateos       |  |
| 16 | Bandera de España | Irene Samper     |  |
| 19 | Bandera de España | Elena Aragón     |  |
| 21 | Bandera de España | Leti M. Cortés   |  |
| 99 | Bandera de Brasil | Emilly Marcondes |  |

| 2  | Bandera de España | Soldevilla    |  |
| 7  | Bandera de España | Ampi          |  |
| 9  | Bandera de Italia | Belli         |  |
| 17 | Bandera de Italia | Guidotti      |  |
| 19 | Bandera de Italia | Xhaxho        |  |
| 27 | Bandera de Brasil | Nathàlia Rozo |  |

| Anotado | 6'  | Cilene | 1-0 |
| Anotado | 16' | Emilly | 2-0 |
| Anotado | 22' | Emilly | 3-0 |
| Anotado | 26' | Emilly | 4-0 |
| Anotado | 32' | Peque  | 5-0 |
| Anotado | 36' | Jozi   | 6-0 |

| Amonestado | -' | Emilly     |  |
| Amonestado | -' | Bea Mateos |  |

| Amonestado | -' | Boutimath |  |

| 4           | Bandera de España | Sandra Buzón  |  |
| 3           | Bandera de Brasil | Dany Domingos |  |
| 7           | Bandera de España | Peque         |  |
| 8           | Bandera de Brasil | Cami Gadeia   |  |
| 17          | Bandera de España | Ale de Paz    |  |
| Entrenador: | Entrenador:       | Iván Cao      |  |

| 1           | Bandera de Italia | Ana Sestari  |  |
| 4           | Bandera de Italia | Coppari      |  |
| 5           | Bandera de Italia | D'Incceco    |  |
| 14          | Bandera de España | Eva Ortega   |  |
| 23          | Bandera de Italia | Boutimath    |  |
| Entrenador: | Entrenador:       | Dudù Morgado |  |

| 1  | Bandera de Brasil | Jozi             |  |
| 6  | Bandera de Brasil | Cilene           |  |
| 10 | Bandera de España | Lara Balseiro    |  |
| 13 | Bandera de España | Elenita          |  |
| 14 | Bandera de España | Bea Mateos       |  |
| 16 | Bandera de España | Irene Samper     |  |
| 19 | Bandera de España | Elena Aragón     |  |
| 21 | Bandera de España | Leti M. Cortés   |  |
| 99 | Bandera de Brasil | Emilly Marcondes |  |

| 2  | Bandera de España | Soldevilla    |  |
| 7  | Bandera de España | Ampi          |  |
| 9  | Bandera de Italia | Belli         |  |
| 17 | Bandera de Italia | Guidotti      |  |
| 19 | Bandera de Italia | Xhaxho        |  |
| 27 | Bandera de Brasil | Nathàlia Rozo |  |

| Anotado | 6'  | Cilene | 1-0 |
| Anotado | 16' | Emilly | 2-0 |
| Anotado | 22' | Emilly | 3-0 |
| Anotado | 26' | Emilly | 4-0 |
| Anotado | 32' | Peque  | 5-0 |
| Anotado | 36' | Jozi   | 6-0 |

| Amonestado | -' | Emilly     |  |
| Amonestado | -' | Bea Mateos |  |

| Amonestado | -' | Boutimath |  |

| 4           | Bandera de España | Sandra Buzón  |  |
| 3           | Bandera de Brasil | Dany Domingos |  |
| 7           | Bandera de España | Peque         |  |
| 8           | Bandera de Brasil | Cami Gadeia   |  |
| 17          | Bandera de España | Ale de Paz    |  |
| Entrenador: | Entrenador:       | Iván Cao      |  |

| 1           | Bandera de Italia | Ana Sestari  |  |
| 4           | Bandera de Italia | Coppari      |  |
| 5           | Bandera de Italia | D'Incceco    |  |
| 14          | Bandera de España | Eva Ortega   |  |
| 23          | Bandera de Italia | Boutimath    |  |
| Entrenador: | Entrenador:       | Dudù Morgado |  |

| 1  | Bandera de Brasil | Jozi             |  |
| 6  | Bandera de Brasil | Cilene           |  |
| 10 | Bandera de España | Lara Balseiro    |  |
| 13 | Bandera de España | Elenita          |  |
| 14 | Bandera de España | Bea Mateos       |  |
| 16 | Bandera de España | Irene Samper     |  |
| 19 | Bandera de España | Elena Aragón     |  |
| 21 | Bandera de España | Leti M. Cortés   |  |
| 99 | Bandera de Brasil | Emilly Marcondes |  |

| 2  | Bandera de España | Soldevilla    |  |
| 7  | Bandera de España | Ampi          |  |
| 9  | Bandera de Italia | Belli         |  |
| 17 | Bandera de Italia | Guidotti      |  |
| 19 | Bandera de Italia | Xhaxho        |  |
| 27 | Bandera de Brasil | Nathàlia Rozo |  |

| Anotado | 6'  | Cilene | 1-0 |
| Anotado | 16' | Emilly | 2-0 |
| Anotado | 22' | Emilly | 3-0 |
| Anotado | 26' | Emilly | 4-0 |
| Anotado | 32' | Peque  | 5-0 |
| Anotado | 36' | Jozi   | 6-0 |

| Amonestado | -' | Emilly     |  |
| Amonestado | -' | Bea Mateos |  |

| Amonestado | -' | Boutimath |  |

| 4           | Bandera de España | Sandra Buzón  |  |
| 3           | Bandera de Brasil | Dany Domingos |  |
| 7           | Bandera de España | Peque         |  |
| 8           | Bandera de Brasil | Cami Gadeia   |  |
| 17          | Bandera de España | Ale de Paz    |  |
| Entrenador: | Entrenador:       | Iván Cao      |  |

| 1           | Bandera de Italia | Ana Sestari  |  |
| 4           | Bandera de Italia | Coppari      |  |
| 5           | Bandera de Italia | D'Incceco    |  |
| 14          | Bandera de España | Eva Ortega   |  |
| 23          | Bandera de Italia | Boutimath    |  |
| Entrenador: | Entrenador:       | Dudù Morgado |  |

| 1  | Bandera de Brasil | Jozi             |  |
| 6  | Bandera de Brasil | Cilene           |  |
| 10 | Bandera de España | Lara Balseiro    |  |
| 13 | Bandera de España | Elenita          |  |
| 14 | Bandera de España | Bea Mateos       |  |
| 16 | Bandera de España | Irene Samper     |  |
| 19 | Bandera de España | Elena Aragón     |  |
| 21 | Bandera de España | Leti M. Cortés   |  |
| 99 | Bandera de Brasil | Emilly Marcondes |  |

| 2  | Bandera de España | Soldevilla    |  |
| 7  | Bandera de España | Ampi          |  |
| 9  | Bandera de Italia | Belli         |  |
| 17 | Bandera de Italia | Guidotti      |  |
| 19 | Bandera de Italia | Xhaxho        |  |
| 27 | Bandera de Brasil | Nathàlia Rozo |  |

| Anotado | 6'  | Cilene | 1-0 |
| Anotado | 16' | Emilly | 2-0 |
| Anotado | 22' | Emilly | 3-0 |
| Anotado | 26' | Emilly | 4-0 |
| Anotado | 32' | Peque  | 5-0 |
| Anotado | 36' | Jozi   | 6-0 |

| Amonestado | -' | Emilly     |  |
| Amonestado | -' | Bea Mateos |  |

| Amonestado | -' | Boutimath |  |

| España                                   |
| Campeón Pescados Rubén Burela 1.º título |

## Estadísticas

### Tabla de goleadoras
| Puesto                                        | Jugadora         | Equipo  | Goles |
| --------------------------------------------- | ---------------- | ------- | ----- |
| 1                                             | Emilly Marcondes | Burela  | 5     |
| 2                                             | Boutimath        | Pescara | 3     |
| 2                                             | Peque            | Burela  | 3     |
| 4                                             | Elenita          | Burela  | 2     |
| 4                                             | Cilene           | Burela  | 2     |
| Última actualización: 5 de diciembre de 2021. |                  |         |       |